# Val-de-Chalvagne
Val-de-Chalvagne är en kommun i departementet Alpes-de-Haute-Provence i regionen Provence-Alpes-Côte d'Azur i sydöstra Frankrike. Kommunen ligger  i kantonen Entrevaux som ligger i arrondissementet Castellane. År 2022 hade Val-de-Chalvagne 83 invånare.

## Befolkningsutveckling
Antalet invånare i kommunen Val-de-Chalvagne
Referens: INSEE